# Ordinariato militare in Colombia
L'ordinariato militare in Colombia è un ordinariato militare della Chiesa cattolica per la Colombia. La sede è vacante.

## Organizzazione
L'ordinariato militare estende la sua giurisdizione su tutti i membri delle forze armate della Colombia.
Sede dell'ordinariato è la città di Bogotà, dove si trova la cattedrale di Gesù Cristo Redentore.

## Storia
Il vicariato castrense della Colombia fu eretto il 13 ottobre 1949.
Il 29 dicembre 1959 con il decreto Cum Romano Pontifici della Sacra Congregazione Concistoriale furono stabilite alcune disposizioni canoniche per il vicariato castrense: nella circostanza di sede vacante, prima che l'arcivescovo di Bogotà, a cui era associato il vicariato castrense, prendesse possesso dell'arcidiocesi, il primo cappellano (primero) esercitava i diritti che nelle diocesi può esercitare un vicario capitolare; le cause del vicariato erano demandate in prima istanza al tribunale metropolitano dell'arcidiocesi di Medellín, in seconda istanza al tribunale metropolitano dell'arcidiocesi di Bogotà.   
Il 21 aprile 1986 il vicariato castrense è stato elevato ad ordinariato militare con la bolla Spirituali militum curae di papa Giovanni Paolo II.

## Cronotassi dei vescovi
Si omettono i periodi di sede vacante non superiori ai 2 anni o non storicamente accertati.
- Crisanto Luque Sánchez † (14 luglio 1950 - 7 maggio 1959 deceduto)
- Luis Concha Córdoba † (19 maggio 1959 - 29 luglio 1972 ritirato)
- Aníbal Muñoz Duque † (30 luglio 1972 - 25 giugno 1984 ritirato)
- Mario Revollo Bravo † (25 giugno 1984 - 7 giugno 1985 dimesso)
- Víctor Manuel López Forero † (7 giugno 1985 - 21 giugno 1994 nominato arcivescovo di Nueva Pamplona)
  - Sede vacante (1994-1997)
- Álvaro Raúl Jarro Tobos † (24 giugno 1997 - 19 gennaio 2001 dimesso)
- Fabio Suescún Mutis (19 gennaio 2001 - 7 dicembre 2020 ritirato)
- Víctor Manuel Ochoa Cadavid † (7 dicembre 2020 - 1º giugno 2025 deceduto)
  - Roberto Ospina Leongómez,[1] dal 30 maggio 2025 (amministratore apostolico)

## Statistiche
| anno | presbiteri | presbiteri | presbiteri | diaconi | religiosi | religiosi | parrocchie |
| anno | totale     | secolari   | regolari   | diaconi | uomini    | donne     | parrocchie |
| ---- | ---------- | ---------- | ---------- | ------- | --------- | --------- | ---------- |
| 1999 | 160        | 156        | 4          |         | 4         | 6         | 197        |
| 2000 | 153        | 146        | 7          |         | 7         | 6         | 209        |
| 2001 | 155        | 148        | 7          |         | 7         |           | 232        |
| 2002 | 157        | 151        | 6          |         | 6         |           | 243        |
| 2003 | 169        | 162        | 7          |         | 7         |           | 251        |
| 2004 | 150        | 144        | 6          |         | 6         | 5         | 241        |
| 2013 | 191        | 186        | 5          |         | 5         | 3         | ?          |
| 2016 | 163        | 160        | 3          |         | 3         | 1         | 191        |
| 2019 | 165        | 156        | 9          |         | 9         |           | 189        |
| 2021 | 158        | 152        | 6          |         | 6         |           | 186        |
| 2023 | 184        | 177        | 7          |         | 26        | 7         | 184        |